# Companyia BYD
BYD Co. Ltd. (xinès: 比亚迪股份有限公司) és un conglomerat d'empreses xineses de fabricació que cotitza en borsa amb seu a Shenzhen, Guangdong, Xina. Va ser fundada per Wang Chuanfu el febrer de 1995. La companyia té dues filials principals, BYD Auto i BYD Electronic. BYD Company fabrica automòbils, autobusos, bicicletes elèctriques, camions, carretons elevadors, plaques solars i bateries recarregables.
És el fabricant de vehicles elèctrics més gran del món, i també ha crescut fins a convertir-se en un fabricant important d'automòbils (sobretot cotxes elèctrics i híbrids, autobusos, camions, etc.), bicicletes amb bateries, carretons elevadors, plaques solars i bateries recarregables. (bateries de telèfons mòbils, bateries de vehicles elèctrics i emmagatzematge renovable a granel).
El president Wang Chuanfu va explicar l'any 2022 que el nom "BYD" és simplement les inicials pinyin del nom xinès de l'empresa Biyadi, que es va crear a partir de la marca registrada original de l'empresa Yadi Electronics (亚迪电子, anomenada així després de la carretera Yadi al nou districte de Dapeng, on l'empresa es va fundar una vegada) i el caràcter Bi es va afegir convenientment per donar a l'empresa un avantatge alfabètic a les fires comercials. No obstant això, la companyia més tard va tornar a formar un eslògan, "Build Your Dream", per adaptar-se al nom "BYD".

## Història
Fundada el febrer de 1995 i cotitzada a la Borsa de Hong Kong el 31 de juliol de 2002, BYD Co Ltd va començar com una fàbrica de bateries recarregables que competia al mercat xinès contra les importacions japoneses.
L'any 2022, es va afirmar en un informe de notícies que BYD va superar Tesla amb la majoria de vendes de vehicles elèctrics del món. Aquesta afirmació es basa en les xifres de vendes de BYD que inclouen més de 300.000 vehicles híbrids endollables venuts durant els primers sis mesos del 2022. Els híbrids endollables amb motors de combustió interna no són vehicles totalment elèctrics.
Automòbils
Un any després de l'adquisició de Tsinchuan Automobile Co Ltd el 2002, va néixer BYD Automobile Co Ltd. Un dels molts fabricants d'automòbils xinesos, el 2010 va ser el sisè en volum de vendes. El 3 d'abril de 2022, BYD va anunciar la seva intenció d'acabar amb la producció de vehicles amb motor de combustió i centrar-se només en els vehicles elèctrics.

### Trànsit ferroviari
El 2016, BYD va presentar un prototip de monorail que funcionava comercialitzat com a "Skyrail" i van anunciar que entraran al mercat global del trànsit ferroviari. La primera línia pública Skyrail es va obrir com a 9.7 km (6.0 mi) llarga línia de bucle a l'exposició de flors de Yinchuan el 2018. Des de llavors, BYD ha començat la construcció d'una sèrie de sistemes a tot el món, com ara el metro de Guang'an i el metro de Guilin a la Xina, la línia 17 a São Paulo i el SkyRail Bahia, tots dos al Brasil. BYD també forma part d'un consorci que es va adjudicar un contracte de pre-desenvolupament per construir un monorail des de la vall de San Fernando fins a LAX a través del coll de Sepúlveda a Los Angeles.

### Components del telèfon mòbil
Els components del telèfon mòbil es van afegir a la línia de productes BYD a principis dels anys 2000. Però aquest negoci, BYD Electronic, es va escindir el 2007.

### Energia
BYD Home Energy System, simplificat com BYD HES, era un producte energètic, que integrava components com ara panells solars, bateria de fosfat de ferro, inversor, etc. Aquest sistema generava electricitat a partir de l'energia solar i després l'emmagatzemava. Es va vendre al Japó.